# Keiji Yoshimura
Keiji Yoshimura (jap. 吉村 圭司 Yoshimura Keiji; ur. 8 sierpnia 1979) – japoński piłkarz występujący na pozycji pomocnika.

## Kariera klubowa
Od 2002 do 2015 roku występował w klubach Nagoya Grampus i Ehime FC.